# Винер Щатхале
„Винер Щатхале“ (на немски: Wiener Stadthalle буквален превод: Виенската градска зала) е многофункционална арена във Виена, Австрия и е най-значимата в града.
Построена е в периода 1954 и 1958 г. под ръководството на австрийския архитект Роланд Райнер и съдържа шест зали, от които зала D е главната, и побира от 3000 до 16 000 души и се ползва за спортни мероприятия, концерти и конгреси. Другите зали са ледени пързалки и фитнес център. В арената са изнасяли много световни артисти и групи концерти като Ролинг Стоунс, Грийн Дей, Куийн, Франк Синатра, АББА, Майкъл Джаксън, Майли Сайръс, Лейди Гага, Кайли Миноуг, Шакира, Кристина Агилера, Ей Си/Ди Си, Металика, Лед Цепелин, Пинк Флойд, Дайър Стрейтс, Дийп Пърпъл, Гънс Ен Роузис, Ю Ту, Лаура Паузини, Полис, Бритни Спиърс и много други.
На 6 август 2014 г. съоржанието бе избрано да бъде домакин на 60-ото издание на песенния конкурс „Евровизия“, който се проведе между 19 и 23 май 2015 г.